# Bûche de Noël

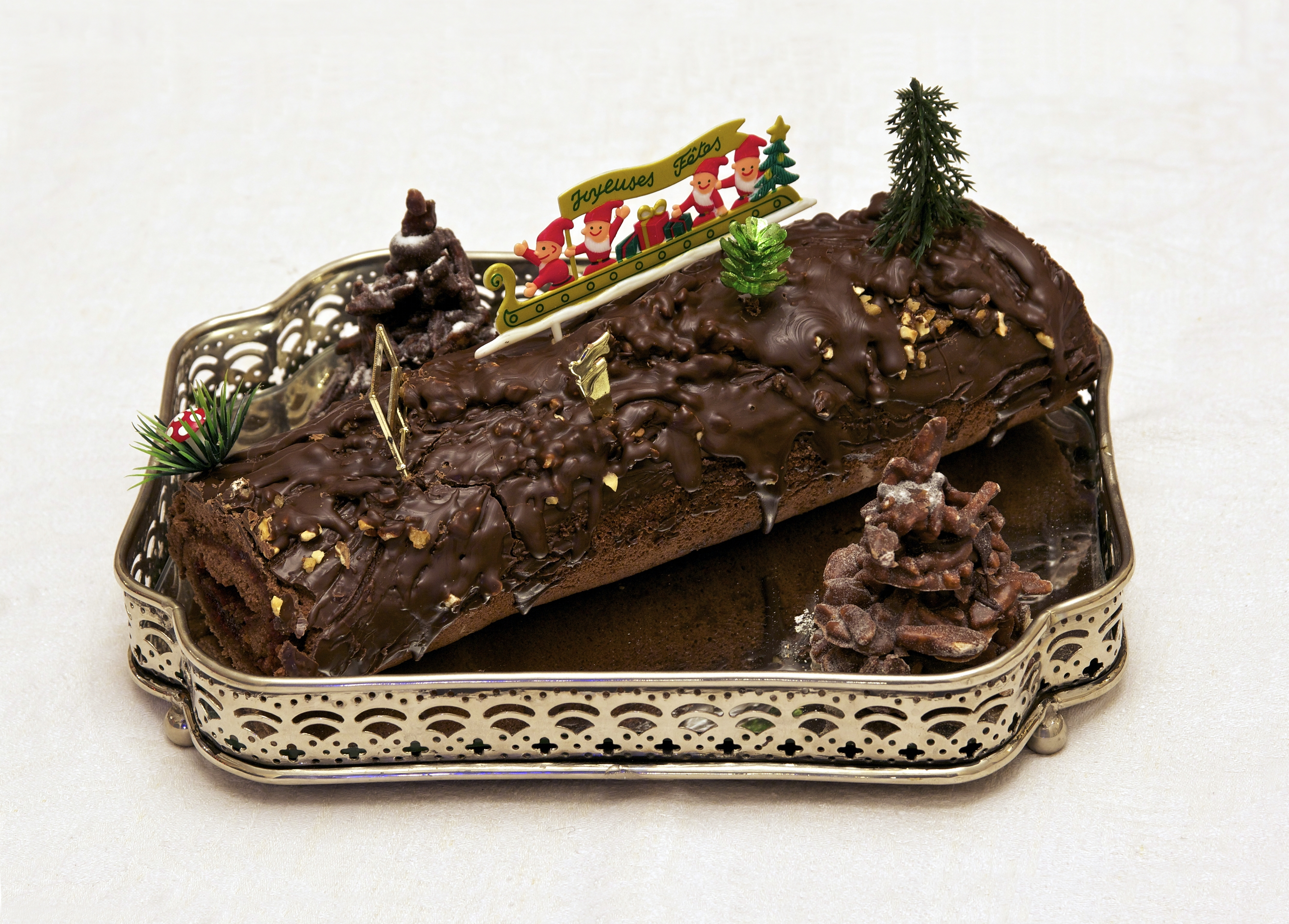
Eine Bûche de Noël mit einer „Borke“ aus dunkler Schokolade

Die Bûche de Noël [[byʃ d(ə) nɔɛl] ⓘ], auch Weihnachtsbaumstamm, Weihnachtsscheit, Julscheit oder Bismarck-Eiche genannt, ist ein traditionelles Weihnachtsgebäck aus Frankreich und anderen französischsprachigen Ländern wie Belgien, Luxemburg, der Schweiz, Kanada, dem Libanon, Syrien und einigen ehemaligen französischen Kolonien wie Vietnam. Es findet sich auch im Saarland (deutsches Bundesland), welches zeitweise französisch war. Dort wird es traditionell als Dessert des Weihnachtsessens serviert. Mittlerweile wird sie in vielen anderen Ländern gebacken und angeboten.

## Herstellung

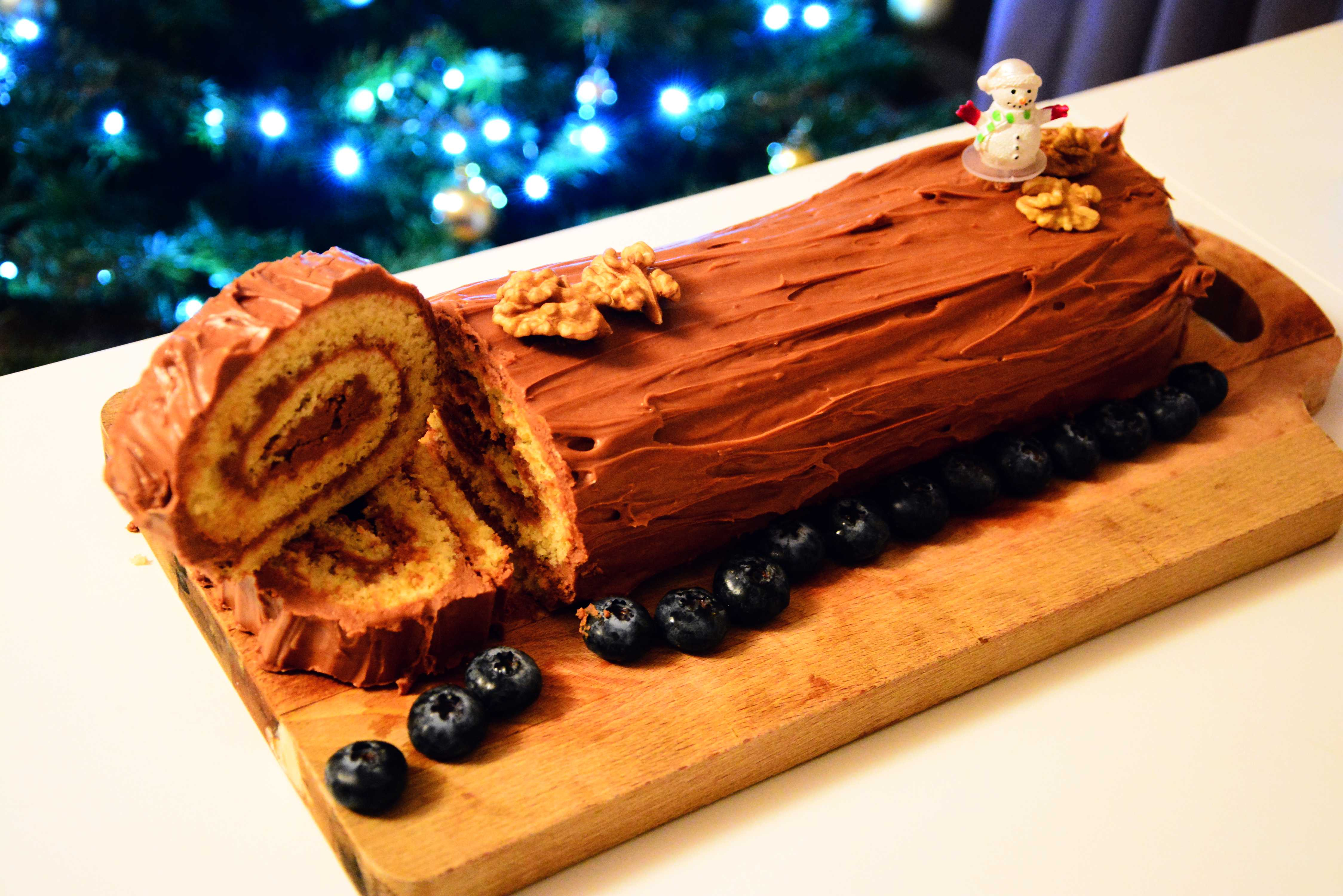
Bûche de Noël mit Schokoladenbuttercreme

Die Bûche de Noël besteht aus einem rechteckigen Biskuitboden (Génoise), der mit Schokoladen-Buttercreme bestrichen und aufgerollt wird. Eines der Enden (manchmal auch beide) wird abgeschnitten und seitlich angesetzt, um das Aussehen eines Baumstamms mit Ästen anzudeuten. Außerdem wird die äußere Cremeschicht rillenartig verziert, um die Borke nachzuahmen. Oft werden noch Pilze (aus Marzipan, Baiser oder Fondant) und Blätter oder Beeren als Dekoration hinzugefügt. Es gibt viele Varianten dieses traditionellen Rezeptes, so auch mit heller oder Mocca-Buttercreme.

## Geschichte
In Frankreich war es, wie in vielen Ländern Europas, üblich, zu Weihnachten ein(en) Weihnachtsscheit im Kamin zu verbrennen. Als die großen Öfen verschwanden, wurde die Tradition abgewandelt: An Stelle von echten Baumstämmen wurde die süße Bûche eingeführt, die sich zur weihnachtlichen Traditionstorte mauserte. 1879 wird die „bûche de Noël“ erstmals erwähnt. Man ist sich allerdings nicht einig, ob der Kuchen von einem Lyoner oder Pariser Konditor erfunden worden ist.